# Georg Christoph von Röpert
Georg Christoph von Röpert (* 1743 in Neubrandenburg; † 30. Mai 1819 in Potsdam) war ein mecklenburgischer Gutsbesitzer und Freimaurer.

## Leben
Georg Christoph (von) Röpert war der älteste Sohn von Andreas David (von) Röpert (1710–1768). Sein Vater war Jurist und Landsyndikus des Stargardischen Kreises in Neubrandenburg. Während der Verhandlungen zur Thronfolge in Mecklenburg-Strelitz 1752/53 und im Vorfeld des Landesgrundgesetzlichen Erbvergleichs beriet er die Stände als Consulent. Als er die Deputierten der Stände zum Kaiserhof nach Wien begleitete, wurde er dort mit Diplom vom 17. Januar 1754 durch Kaiser Franz I. in den erblichen Adelsstand erhoben. 1768 erbte er das Gut Trollenhagen, das sein Vater 1760 von Friedrich Christoph von Voß erworben hatte.
Georg Christoph besuchte die Domschule Güstrow sowie ab Oktober 1759 das Christianeum Altona, wo er 1761 einer der Respondenten der Abschlussdisputation von Johannes Christian Bothe war. Am 27. März 1762 verließ er die Anstalt, ohne die eigentlich übliche öffentliche Abschiedsrede oder -disputation, aber mit Zustimmung des Kollegiums.
Am 18. Mai 1762 immatrikulierte er sich an der Universität Göttingen zum Studium der Rechtswissenschaft. Röpert soll in Göttingen einen aufwendigen Lebensstil gepflegt haben und verstudirte 10000 Thaler. Beim Göttinger Friedensfest 1763 zur Feier des Friedens von Paris hielt Röper eine Huldigungsrede auf König Georg III. 1763/64 war er Mitglied und Senior des Studentenordens Ordre de l'Esperance. Er soll den mecklenburg-strelitzischen Erbprinzen Karl in den Studentenorden aufgenommen haben. 1768 erbte er das Gut Trollenhagen, das allerdings hoch verschuldet war.
In erster (?) Ehe heiratete Röpert am 25. Februar 1768 die Tochter des wohlhabenden Kriegs- und Domänen-Rats Anton Ludwig Krüger, Johanna Albertine (1749–1776) aus dem Hause Hanseberg in der Neumark. Das Paar hatte sechs Kinder, von denen nur vier beim Tod der Mutter noch am Leben waren. Kurz darauf heiratete er Juliane Friederike, geb. von Veltheim, die Witwe von Ludwig Staats II. von Hahn (1736–1771) auf Diekhof, die fünf Kinder in die Ehe brachte. Die Eheschließung, als Röperts erste Frau „kaum kalt geworden“ war, traf auf Kritik, so Georg Christian Friedrich Lisch: „Man hielt diesen Schritt für leichtsinnig und hielt ihr Leben nicht für vorwurfsfrei. Sie selbst sagt, ihrem Verlobten fehle freilich der alte Adel, aber sein Geist, seine Gefühle und sein Herz könnten sie dafür entschädigen, und ihre Kinder würden nicht leiden. Ein ander Mal behauptete sie, ihr Mann sei ein Mann von Geist und Vermögen, den sie liebe, und der Wittwenstand sei ihr in ihren Verhältnissen beschwerlich geworden. Andere sagten, die Natur habe ihm bizarre Gesichtszüge und einen eckigen Körperbau gegeben.“
Von 1778 bis 1783 war die Dichterin Caroline Rudolphi Erzieherin bei der Familie von Röpert in Trollenhagen.
Im Frühjahr 1786 zog Röpert nach Potsdam, wo er um 1802 als Besitzer eines Hauses (Breite Straße 26) belegt ist. 1806 versuchte er, Trollenhagen zu verkaufen. Der Verkauf musste nach Zahlungsschwierigkeiten des Käufers rückabgewickelt werden. Erst 1822 erfolgte der endgültige Verkauf durch von Röperts Erben.
Zu den Kindern aus zweiter (?) Ehe zählte als einziger Sohn Adolf Friedrich Albert Georg Freiherr von Roepert (1780–1844), der in den Regierungsdienst der sächsischen Herzogtümer eintrat, Kammerherr in Coburg wurde und zuletzt Konferenzrat im Herzogtum Sachsen-Meiningen war. Der Enkel Adolf Georg Karl Friedrich Freiherr von Roepert (1806–) war ebenfalls Kammerherr in Coburg sowie Oberdirektor des Coburger Besitzes Schloss Greinburg in Österreich; der Urenkel Busso von Roepert (1838–1903) Oberstallmeister und Hausmarschall am Hof in Coburg.

## Freimaurerei
1762 wurde Röpert in die Loge Friedrich zum weißen Pferde in Hannover aufgenommen.
Ab 1773 wandte er sich unter dem Ordensnamen Georgius Eques a Torpedine der Strikten Observanz zu. 1774 war er Mitgründer der Neubrandenburger Johannisloge „Zum gekrönten goldenen Greif“, deren erster Meister vom Stuhl er wurde. Sie war der Mutterloge „Zu den drei Sternen“ in Rostock unterstellt. Die Neubrandenburger Loge erreichte 1778 ihre Eigenständigkeit, ging jedoch bereits 1786 wieder ein. Beim freimaurerischen Konvent von Wiesbaden 1776 vertrat Röpert Herzog Karl (II.), zu der Zeit noch Erbprinz von Mecklenburg-Strelitz. Sitzungen der Neubrandenburger Schottenloge Adolph zum Ritterringe, deren Obermeister er war, hielt er im zwischen 1771 und 1774 erbauten metrischen Saal des Herrenhauses in Trollenhagen ab.
Über Joachim Heinrich Campe erhielt er im November 1779 eine Kopie von Gotthold Ephraim Lessings viertem und fünftem freimaurerischen Gespräch Ernst und Falk noch vor der Drucklegung. Röpert war nach der Lektüre der Ansicht, „Lessings Gesprache enthielten nichts als "Schimären," und Lessing konnte keine Kenntnis vom "wahren Geheimnis der Freimaurerei" besitzen.“
Zu diesem Zeitpunkt hatte Röpert schon begonnen, sich intensiv den Gold- und Rosenkreuzern zuzuwenden. Er war in Wiesbaden durch Johann Christoph von Woellner und Hans Rudolf von Bischoffwerder mit diesem Orden mit mystischen und alchimistischen Tendenzen bekannt geworden und glaubte zunächst auch an die Lehren des Betrügers Gottlieb Franz von Gugomos (1742–1816). So wollte Röpert eine in der Nähe von Wismar (und damit im schwedischen Hoheitsbereich) gelegene, von Morästen und Gräben umgebene Insel beim Gehöft Steinkenhoff (n.i.) erwerben, um darauf das von Gugomos geforderte Heiligtum, das Adytum sacrum zu errichten. Röpert stand als Zirkeldirektor dem Zirkel Orthosophus vor, der sich auf Trollenhagen traf. Durch Ernst Werner von Raven (1727–1787) auf Nossentin kam Röpert in Kontakt mit dem klerikalen System. Raven vertraute Röpert seine Korrespondenz darüber mit Johann August von Starck an, die Röpert bei sich behielt. Später gelangte sie an Wöllner, aus dessen Nachlass sie im Signatstern veröffentlicht wurde. In der Sammlung Kloß, heute in der Bibliothek der Großloge der Niederlande in Den Haag, ist eine Korrespondenz zwischen von Röpert und Joseph von Maltzan (1735–1805; #643) erhalten (November 1782 bis 23. März 1785, nebst Beilagen aus den Jahren 1791, 1804).

## Werke
- Die wahre Grösse eines Fürsten. Aus den hohen Eigenschaften Georg des Dritten. In einer Rede den 19ten September 1763. Göttingen 1763
- Singgedichte, welches bey der, zur Feyer des allgemeinen Friedens auf der Georg-Augustus-Universität, von Georg Christoph von Roepert, ... gehaltenen Rede, vor und nach derselben, abgesungen worden : den 19. September 1763. Göttingen 1763 (Digitalisat)